# موريس روبنسون
موريس روبنسون (بالإنجليزية: Morris Robinson)‏ هو مغني وموسيقي أمريكي، ولد في 18 مارس 1969 في أتلانتا في الولايات المتحدة.